# Philodendron asplundii
Philodendron asplundii är en kallaväxtart som beskrevs av Thomas Bernard Croat och M.L.Soares. Philodendron asplundii ingår i släktet Philodendron och familjen kallaväxter. Inga underarter finns listade.